# Casteltodino
Casteltodino è una frazione del comune di Montecastrilli (TR).
Il paese conta 1 170 abitanti (popolazione residente al 31/12/2015) e si trova a pochi km dal capoluogo del comune, a cavallo del crocevia tra la via delle Sette Valli e la via Amerina e ad un'altitudine di 436 m s.l.m..

## Storia
Si ritiene che il borgo venne fondato dal nobile romano Caio Sempronio Tuditano, da cui l'antico nome di Castel Tuditano.
Rimangono ancora dei resti di insediamenti romani, in particolar modo sulle sommità delle colline circostanti: a prova di ciò si può leggere un'epigrafe sulla porta d'ingresso del paese.
In seguito alla fondazione, esso si sviluppò come villaggio dipendente dalla vicina Carsulae, fino a quando non venne distrutto dal passaggio dei barbari e quindi annesso a Todi.
Nel 1366 venne assediato da Giovanni l'Acuto.
Nel Medioevo il territorio appartenne alle Terre Arnolfe, i possedimenti di Arnolfo del Granducato di Spoleto; in seguito passò sotto il controllo dei Ravizzone.
Subì diversi saccheggi ad opera di Goti, Longobardi e Saraceni, pur rimanendo sempre sotto il dominio tuderte.
Il 14 luglio 1849 Casteltodino ospitò per qualche ora Giuseppe Garibaldi.

## Economia e manifestazioni
La posizione strategica di Casteltodino ha permesso un buon sviluppo economico del paese, con la conseguente espansione edilizia e l'incremento demografico.
La Festa di Casteltodino si svolge a cavallo dei mesi di Giugno e Luglio. 
La seconda metà di Giugno il piccolo borgo è animato dal "Palio de L'Acuto", manifestazione storica che rievoca fatti realmente accaduti. Nel 1366, infatti, il capitano di ventura Giovanni l’Acuto, incaricato dal Cardinale Egidio d’Albornoz, assediò Casteltodino durante la sua campagna per consolidare il dominio del Papa sui comuni dell’Umbria. L’assedio non ebbe alcun esito sembra perché gli abitanti opposero ferma resistenza e si narra che sulle mura si scrisse con il sangue: “ DA QUI NON SI PASSA”. Il Palio de L'Acuto vede sfidarsi i Rioni di San Biagio e San Giovanni nelle gare del tiro alla fune, corsa con i sacchi e con la brocca, rottura della giara e la tradizionale corsa con le botti in spalla. Nel centro storico tutte le sere è aperta la taverna per le vie del borgo dove è possibile degustare un menù tipicamente medievale. Il corteo storico fa rivivere dame e messeri, famiglie dell'epoca e antichi mestieri.  
Nella settimana successiva la festa di Casteltodino (risalente al 1979) prosegue con la tradizionale taverna presso Palazzo Di Massa dove è possibile gustare la tradizionale pizza al testo alla casteltodinese e le lumache al chiodo. 
Durante l'anno l'associazione Pro Loco organizza anche la Festa di Primavera nel mese di Maggio e la Taverna di San Martino la prima metà di Novembre. 
Il patrono di Casteltodino è San Bartolomeo Apostolo e si festeggia il 24 Agosto.

## Monumenti e luoghi d'arte
- Chiesa di S. Bartolomeo (XI-XII secolo, restaurata nel 1667), che custodisce affreschi del Cinquecento ed una tela del 1747.
- Centro storico, costituito da viuzze tortuose e saliscendi, mura di cinta e torri, tutti risalenti al Medioevo. Sulla porta del paese spicca lo stemma con l'aquila di Todi.
- Palazzo di Massa e Parco circostante dove nel periodo estivo viene organizzata la taverna caratterizzata da prodotti locali tra i cui lumache al chiodo.
- Teatro Comunale Ulisse Montani (perennemente chiuso dal 2013)

## Sport

### Associazioni sportive
- Amatori Casteltodino (calcio).
- Gruppo ciclistico Roberto Chiappa